# Willem Hendrik van Sytzama
Willem Hendrik baron van Sytzama (Driesum, 14 februari 1763 - Kollum, 6 april 1842) was een Nederlands jurist, politicus en bestuurder.

## Levensloop
Willem Hendrik van Sytzama, lid van de familie Van Sytzama, werd geboren als zoon van Maurtis Pico Diederik baron van Sytzama, commies-generaal der Financiën en lid van de Staten van Friesland en Catharina Maria van Heemstra. Hij was een broer van de cavalerieofficier Johannes Galenus van Sytzama. Van 1785 tot 1787 studeerde hij Romeins- en hedendaags recht in Groningen. Vervolgens werd hij politiek en bestuurlijk actief in en voor Friesland. Hij werd lid van de Friese Admiraliteit en raadsheer bij het Hof van Friesland. Bij de Franse machtsovername in 1795 werd hij als raadsheer afgezet. In 1811 werd hij wel lid van de algemene raad van het Franse departement Friesland. Na de Franse nederlaag werd hij politiek actief in het nieuwe Verenigd Koninkrijk der Nederlanden, als volksvertegenwoordiger namens Friesland in Den Haag en ook als grietman van de gemeente Westdongeradeel.

## Overzicht loopbaan
- Lid Friese Admiraliteit, vanaf 1785
- Raadsheer Hof van Friesland, van 4 maart 1792 tot 8 juli 1795 (samen met 7 ambtgenoten afgezet)
- Ambteloos, van 1795 tot 1811
- Lid algemene raad departement Friesland, vanaf 1811
- Lid Vergadering van Notabelen voor het departement Friesland, 29 maart 1814
- Lid Staten-Generaal der Verenigde Nederlanden voor de provincie Friesland, van 2 mei 1814 tot 1 september 1815
- Lid Tweede Kamer der Staten-Generaal voor de provincie Friesland, van 21 september 1815 tot 16 oktober 1826
- Grietman van Westdongeradeel, van 1817 tot 1825
- Lid Ridderschap van Friesland

Wapen van Sytzama
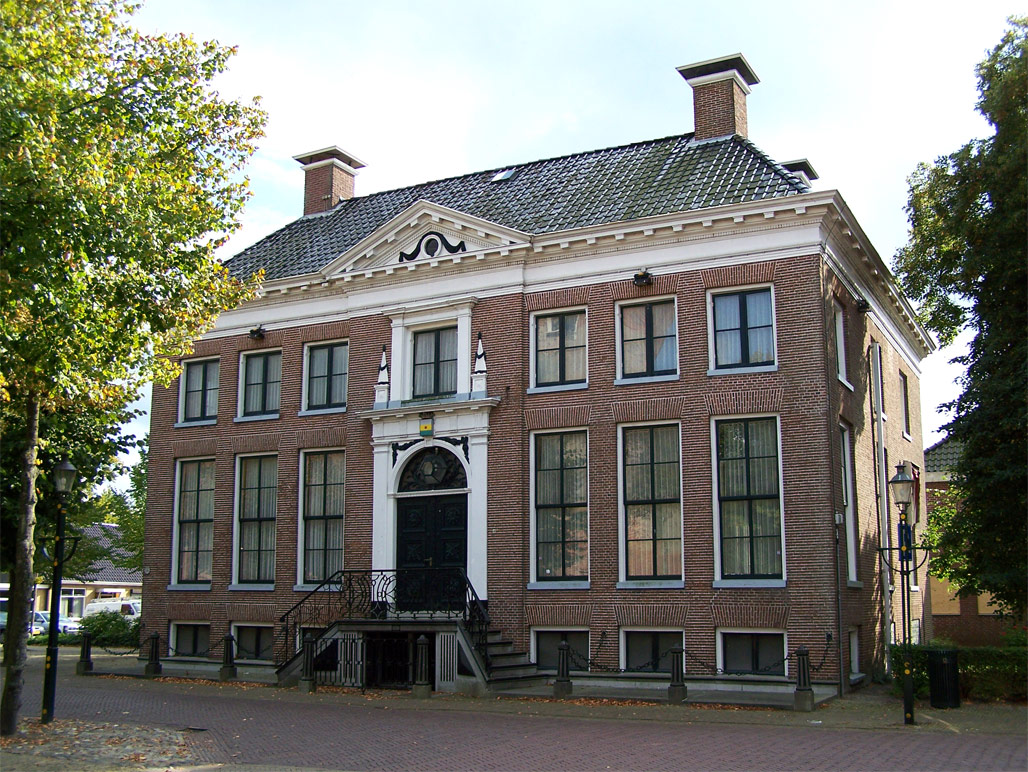
Het woonhuis van Van Sytzama in Kollum, in 1809 door hem gebouwd. Later in gebruik als gemeentehuis.